# Ibai Azurmendi
Ibai Azurmendi Sagastibeltza (Leiza, España, 11 de junio de 1996) es un ciclista español que fue profesional entre 2018 y 2024, compitiendo durante todos esos años con el equipo Euskaltel-Euskadi.

## Biografía
En 2015 se incorporó a la Fundación Euskadi-EDP. Encuentra en esta ocasión a Jorge Azanza, director deportivo del equipo, quien lo entrenó desde las categorías inferiores en Burunda. Con una talla pequeña (1,64 m), se define como escalador.
En 2017 se proclamó notablemente campeón de Navarra en la categoría esperanzas (sub-23). Al año siguiente, la Fundación Euskadi se convirtió en equipo continental. Ibai Azurmendi se convirtió allí en corredor profesional.
Su inicio de temporada 2021 se ve interrumpido por varios problemas de salud. Una caída durante un entrenamiento provocó que se rompiera la clavícula en mayo de 2022.
En abril de 2024 se vio obligado a poner fin a su carrera debido a problemas en el corazón que le fueron detectados tras su participación en el O Gran Camiño.

## Palmarés
- No consiguió victorias como profesional.

## Resultados

### Grandes Vueltas
| Carrera | Carrera         | 2018 | 2019 | 2020 | 2021 | 2022 | 2023 |
| ------- | --------------- | ---- | ---- | ---- | ---- | ---- | ---- |
|         | Giro de Italia  | —    | —    | —    | —    | —    | —    |
|         | Tour de Francia | —    | —    | —    | —    | —    | —    |
|         | Vuelta a España | —    | —    | —    | —    | 86.º | —    |

### Vueltas menores
| Carrera | Carrera              | 2018 | 2019 | 2020 | 2021 | 2022 | 2023 |
| ------- | -------------------- | ---- | ---- | ---- | ---- | ---- | ---- |
|         | Volta a Cataluña     | —    | —    | —    | —    | —    | 52.º |
|         | Vuelta al País Vasco | —    | —    | —    | —    | Ab.  | —    |

### Clásicas y Campeonatos
| Carrera               | Carrera               | 2018 | 2019 | 2020 | 2021 | 2022 | 2023 |
| --------------------- | --------------------- | ---- | ---- | ---- | ---- | ---- | ---- |
| Clásica San Sebastián | Clásica San Sebastián | —    | —    | X    | 67.º | Ab.  | 77.º |
| España en Ruta        | España en Ruta        | Ab.  | 33.º | —    | 74.º | —    | —    |

—: No participa

Ab.: Abandona

X: No se disputó

## Equipos
- Euskadi (2018-2024)
  - Team Euskadi (2018-2019)
  - Fundación-Orbea (01.2020-03.2020)
  - Euskaltel-Euskadi (04.2020-2024)